# 안명건
안명건(생년 미상 ~ )은 조선민주주의인민공화국의 군인이다. 조선인민군 전략군 중장 겸 조선로동당 중앙위원회 후보위원이다.

## 경력
2018년 2월, 조선 인민군 전락군 소장에서 중장으로 승진했다. 2018년 4월 조선로동당 제7기 당대회 제3차 전원회의에서 조선로동당 중앙위원회 후보위원으로 선출되었다.